# Erotika Fair
Erotika Fair é o maior encontro de negócios do mercado erótico brasileiro, que acontece em São Paulo. Chegou a ser a quarta maior feira erótica do mundo e a maior da América Latina.
Na feira, empresas do setor expõem seus produtos e serviços, apresentando as novidades do mercado, e também acontecem shows de strip-tease, além de outras atrações.[carece de fontes?]

Apresentação de Pole dance durante a 22ª Erotika Fair

## História
A 1ª edição aconteceu em abril de 1997. Criada pelo empresário Evaldo Shiroma, também diretor da Associação Brasileira de Empresas do mercado Erótico. O objetivo do evento foi ampliar a movimentação do mercado erótico brasileiro e quebrar preconceitos. Levar ao público a realidade de um sex shop, apresentação de performances, shows e a criativa ideia das brincadeiras eróticas, com a participação ativa do público.

## Erotika Video Awards
Erotika Video Awards - EVA é uma premiação criada em 2009 pela Associação Brasileira de Empresas do mercado Erótico, sendo considerado o prêmio máximo do cinema pornográfico brasileiro.
Em seu primeiro ano, foi dividido em 21 categorias. No ano seguinte, em 2010, as categorias foram reduzidas para 16.
A partir de 2010, durante a entrega da premiação, ocorreu também um evento, com exibidos filmes de diversas épocas e regiões do mundo, além de workshops com diversos profissionais do mercado, debates com acadêmicos e público. A premiação ocorria na Erótika Fair.
Após a segunda edição, a premiação foi descontinuada. 

### Ganhadores
*Princiais categorias
|                                         | 2009                        | 2010                      |
| Melhor atriz                            | Babalu                      | Monica Mattos             |
| Melhor Ator                             | Rogê da Fonseca             | Jota                      |
| Melhor Filme Adulto Amador/Independente | Loucuras no Nordeste        | Noir Slut (Queer Fiction) |
| Melhor Título/Lançamento do ano         | Forró Sem Calcinha – Sexxxy | Pecados da Índia – Sexxxy |
| Atriz Revelação                         | Cinthia Santos              | Fernandinha Fernandez     |
| Diretor                                 | M.Max                       | M.Max                     |
| Melhor Boneka                           | Andréia Albertini           |                           |
| Melhor Filme Gay                        | The Lucas Boy 2008          |                           |
| Melhor Ator Ativo                       | Bruno Stigmata              |                           |
| Melhor Ator Passivo                     | X Marcks                    |                           |
| Melhor Diretor de Vídeos Gays           | Lucas Crazy                 |                           |